# Bernard Verheecke
Bernard Verheecke (Brugge, 13 januari 1957) is een voormalig Belgische voetballer die speelde als aanvaller.

## Erelijst
Club Brugge
- Eerste Klasse:  1976–77, 1977–78, 1979–80
- Beker van België: 1976–77 (winnaar); 1978-79 (finalist)[2]
- SuperCup: 1980
- Europacup I: 1977-78 (finalist)[3]
- Trofee Jules Pappaert: 1978[4]
- Brugse Metten: 1979[5]

## Referentielijst
1. ↑  Club Brugge | Palmares.
2. ↑  Belgium - List of Cup Finals.
3. ↑  Uefa.com 1978 final highlights: Liverpool 1-0 Club Brugge.
4. ↑  Jules Pappaert Cup.
5. ↑  Winnaars Brugse Metten. Gearchiveerd op 3 juni 2013.